# Missile air-sol
Pour les articles homonymes, voir AGM et missile (homonymie).

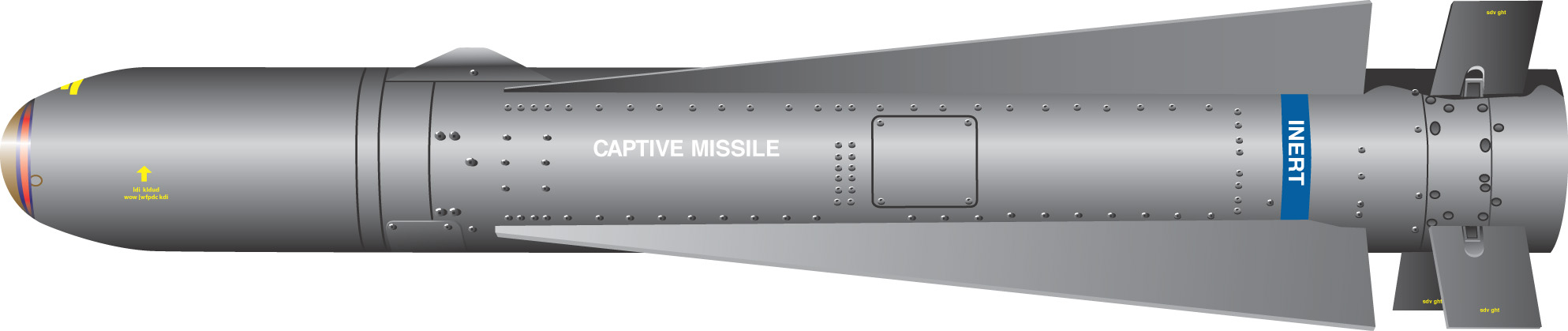
Le Maverick est un missile air-sol imposant plutôt destiné à l'attaque des blindés

Un missile air-sol (en anglais : air to ground missile, ou AGM) est un missile tiré depuis un aéronef (avion ou hélicoptère) et destiné à détruire une cible au sol telle qu'un bâtiment ou un blindé. La taille et la portée des missiles sont très variables, du missile antichar d'une centaine de kilos ou plus au missile de croisière longue portée. On distingue généralement les missiles air-sol des missiles air-mer spécifiquement conçus pour détruire un navire.

## Liste

### France

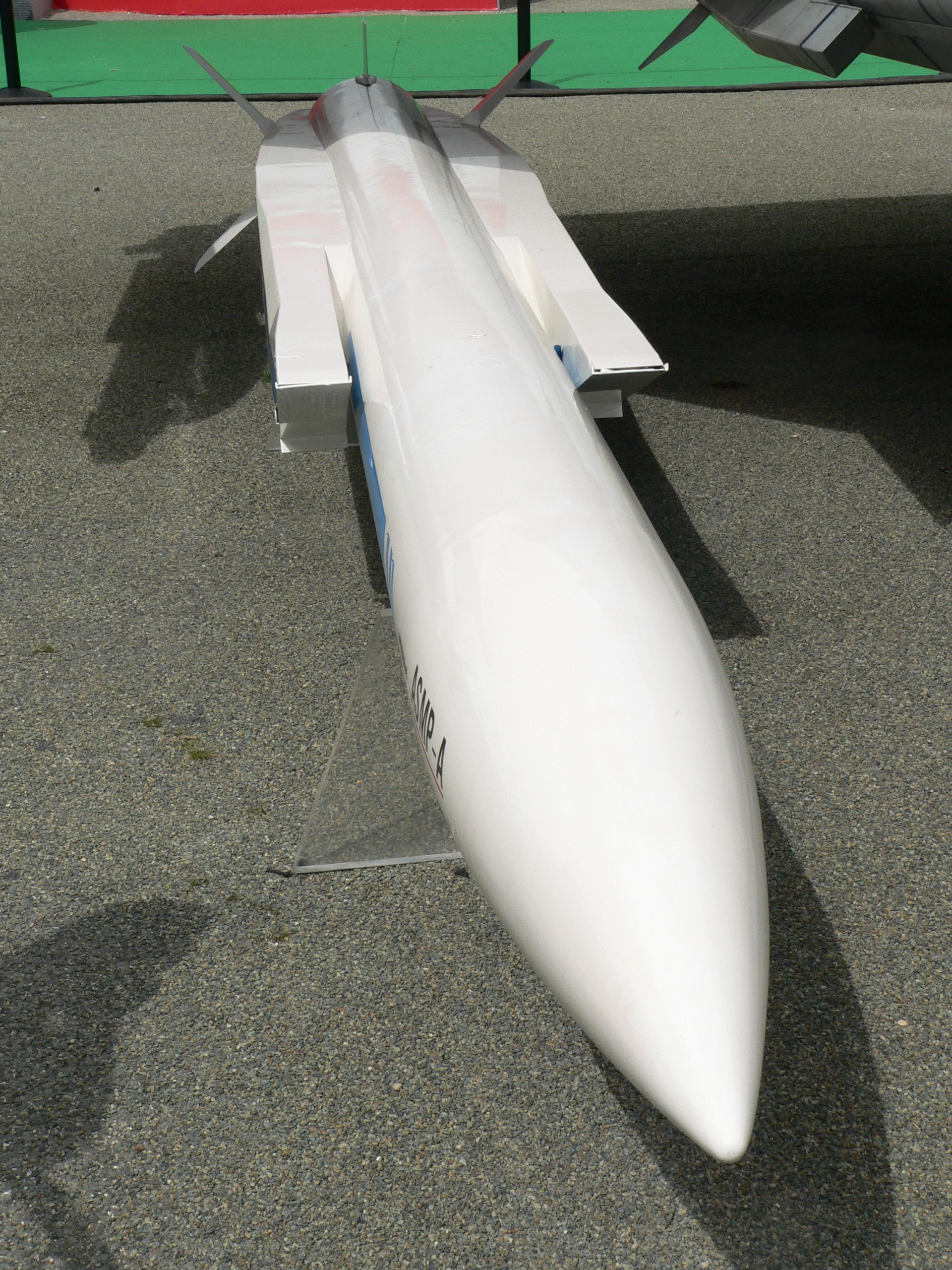
Maquette du missile nucléaire ASMPA

- AS-20 : Missile air-sol télécommandé. Poids de 143 kg, charge militaire : 33 kg, portée : 10 km.
- AS-30L : Missile air-sol à guidage laser. Charge utile environ 250 kg. Avions tireurs : Mirage 2000 D, Jaguar A.
- AS-37 Martel : Missile anti-radar télévision (anti-radar pour la version française, guidage télévision pour la RAF). Charge utile 120 kg. Ce missile a été retiré du service en 1999, il a été utilisé en opération au Tchad (conflit avec la Libye). Avions tireurs : Mirage III, Jaguar.
- SCALP-EG : Missile de croisière autonome à longue portée. Charge utile de 450 kg. Avions tireurs : Mirage 2000-D, Rafale.
- Apache : Arme propulsée à charge éjectable. C'est un missile qui emporte 10 sous munitions anti-piste « KRISS ». Avion tireur : Mirage 2000-D.
- ASMPA : Air-sol moyenne portée amélioré, vecteur de la tête nucléaire aéroportée. Il est porté par le Mirage 2000N (nucléaire) K3 et le Rafale D F3 des escadrons des Forces aériennes stratégiques ainsi que par le Rafale M F3 de l'aéronautique navale.
- AASM : Armement Air-Sol Modulaire. Cette arme de précision, équipé de corps de bombe standards (125, 250, 500 ou 1 000 kg), possède un guidage INS/GPS pouvant être assorti d'un viseur IR ou laser pour améliorer ses performances. Il peut ainsi être utilisé contre des cibles fixes ou mobiles. L'AASM peut être tiré en « stand-off » (hors-portée des armes de défense ennemies) et ses conditions d'impact peuvent être contrôlés pour accroître son efficacité. Sa portée maximale dépasse 60 km. Avion tireur : Rafale.

### Brésil
- MAR-1 : missile anti-radar pour avions. Équipe l'AMX.

### États-Unis

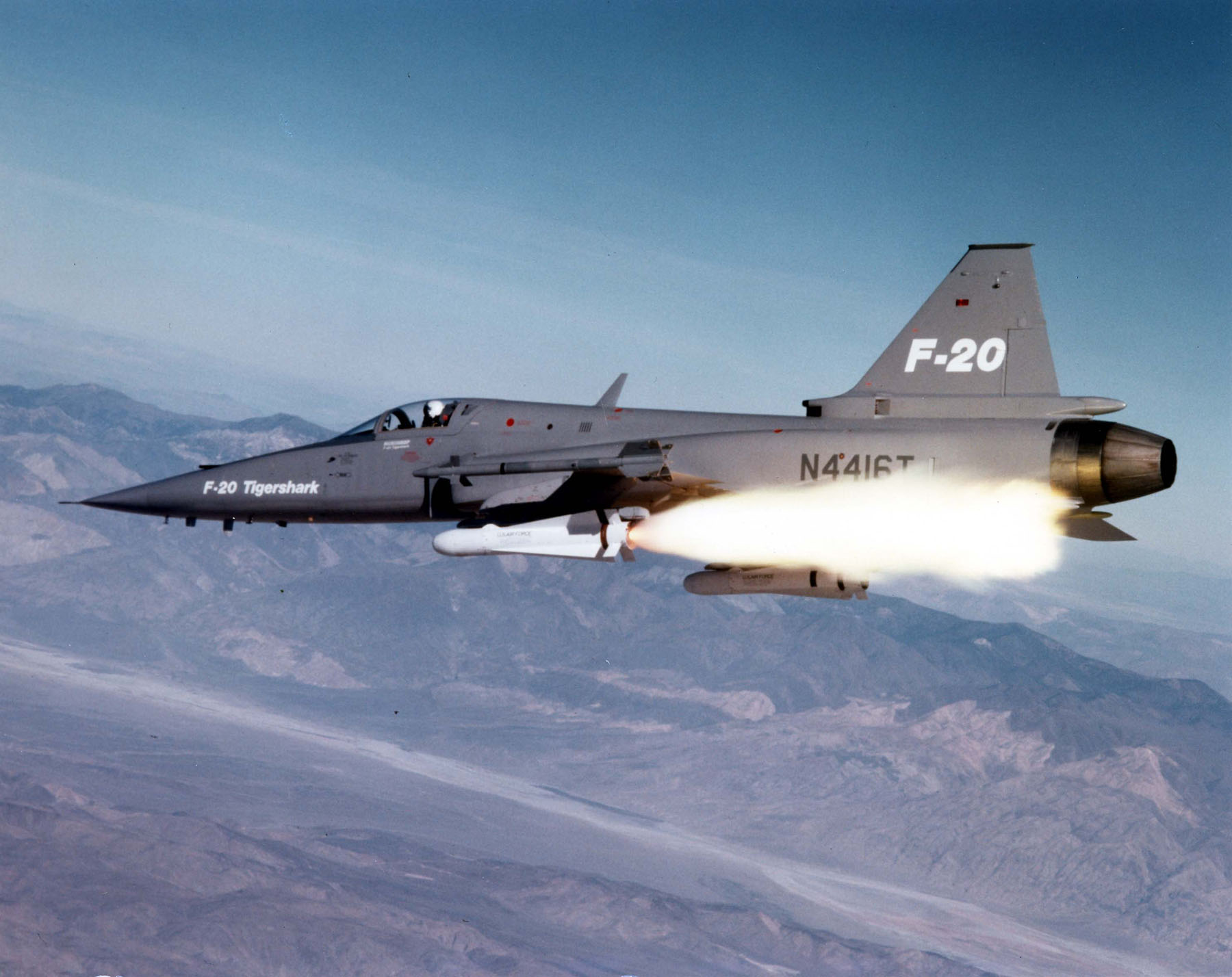
YF-20 Tigershark tirant un AGM-65 Maverick

La plupart des missiles air-sol américains sont appelés « AGM- », suivi d'un nombre (AGM pour « Air to Ground Missile »).
- AGM-65 Maverick : missile antichar pour avions, notamment l'A-10, mais utilisable par d'autres (A-4, F-16...)
- AGM-45 Shrike : missile anti-radar pour avions.
- AGM-78 Standard ARM : missile anti-radar pour avions. Ancêtre de l'AGM-88 HARM.
- AGM-86 ALCM : missile de croisière conventionnel (CALM) ou nucléaire (ALCM) utilisé par les B-52H, B-1B et B2
- AGM-87 Focus : missile air-sol développé à partir de l'AIM-9 Sidewinder.
- AGM-88 HARM : missile antiradar pour avions, notamment les F-16 Fighting falcon et F/A-18
- AGM-114 Hellfire : missile antichar pour hélicoptères (AH-64 Apache, Eurocopter EC665 Tigre, drone RQ-1 Predator...)
- AGM-122 Sidearm : missile antiradar développé à partir de l'AIM-9 Sidewinder.
- AGM-136 Tacit Rainbow : projet abandonné de missile anti-radar de croisière.
- AGM-154 JSOW : Le JSOW construit par Raytheon (Joint Stand-Off Weapon) est considéré comme un missile alors qu'elle est une bombe planante à sous-munitions guidée INS puis GPS. Elle pèse 450 kg et porte à 75 km. Entrée en service en 1998, elle est essentiellement utilisée par les F/A-18 E/F de l'US Navy.

### Royaume-Uni
- Blue Steel : missile nucléaire ayant équipé le Force V de  1963 à 1970
- ALARM : missile anti-radar pour avions, équipe le Panavia Tornado.

### Union soviétique/Russie
- 9K114 Chturm (code OTAN : AT-6 Spiral) : missile antichar
- 9K121 Vikhr (code OTAN : AT-16) : missile antichar
- 9M120 Ataka (code OTAN : AT-9) : missile antichar
- Hermes-A : missile antichar russe avec capacités antinavires et antiaériennes
- Kh-15 (code OTAN : AS-16 Kickback) : missile de croisière
- Kh-20 (code OTAN : AS-3 Kangaroo) : missile de croisière
- Kh-22 Burya (code OTAN : AS-4 Kitchen) : missile de croisière
- Kh-23 (code OTAN : AS-7 Kerry) : missile de courte portée
- Kh-25 (code OTAN : AS-10 Karen) : missile de courte portée
- Kh-28 (code OTAN : AS-9 Kyle) : missile antiradar moyenne portée
- Kh-29 (code OTAN : AS-14 Kedge) : missile moyenne portée
- Kh-31 (code OTAN : AS-17 Krypton) : missile moyenne/longue portée
- Kh-55 (code OTAN : AS-15 Kent) : missile de croisière
- Kh-58 (code OTAN : AS-11 Kilter) : missile antiradar moyenne portée
- Kh-59 Ovod (code OTAN : AS-13 Kingbolt) : missile moyenne portée
- Kh-65SE (code OTAN : AS-15 Kent ) : missile de croisière
- Kh-101 : missile de croisière
- Kh-102 : missile de croisière
- Kh-555 : missile de croisière
- Kh-SD : missile de croisière
- Kh-90 Meteorit A (code OTAN : AS-19 Koala ) : missile de croisière
- KS-1 Komet (code OTAN : AS-1 Kennel) : missile moyenne/longue portée
- KSR-5 (code OTAN : AS-13 Kingfish) : missile de croisière

 Turquie
SOM
MAM (Smart Micro Munition)
UMTAS